# Bozzolo (Italia)
Bozzolo (Bòsul in dialetto mantovano) è un comune italiano di 4 098 abitanti della provincia di Mantova in Lombardia.

## Origini del nome
Bozzolo, cittadina in provincia di Mantova, sotto il nome latino di Vaudiolo, Vauxiolo, “piccolo guado”, compare già in atti notarili del IX e X secolo; nel 949 è definito castrum, luogo fortificato, accanto al quale sorgono trenta case rustiche.

## Storia
L’abitato si sviluppa su un terrazzo alluvionale sovrastante l’Oglio, il quale nei secoli sposta il suo letto verso nord, liberando la fertile Regona. Come tutte le terre alla destra del fiume, Bozzolo appartiene alla diocesi di Cremona ed è dominato, durante il Medioevo, da grandi famiglie feudali cremonesi, come i Dovara e i Cavalcabò. Indipendente dal vescovo è invece la vicina Abbazia benedettina di santa Maria della Gironda, attestata in epoca matildica da un’investitura del 1101 e abbandonata dai monaci nel XIV secolo. Il borgo fu concesso dal Barbarossa in signoria ai Cavalcabò di Cremona che lo possiedono fino al XV secolo. Come altri paesi dell’Oltre Oglio, così Bozzolo nel 1408 passa sotto il dominio dei Gonzaga, signori di Mantova e, nel 1478, con Gazzuolo, San Martino, Rivarolo, Commessaggio, Sabbioneta, Pomponesco e Isola Dovarese, viene incluso in una consignoria, autonoma rispetto ai Gonzaga di Mantova e dipendente solo dal Sacro Romano Impero, assegnata per testamento da Lodovico, secondo marchese di Mantova, ai figli cadetti cardinal Francesco e Giovan Francesco, e ai loro eredi. Le “terre” di questa consignoria vengono gestite come una sorta di “condominio” e costituiscono uno stato autonomo.
Dal 1315 al 1701 fu possedimento del ramo cadetto dei Gonzaga di Sabbioneta e Bozzolo. Alla fine del Cinquecento, per volere del duca Vespasiano Gonzaga, Bozzolo venne cinta da mura. Nel 1594 ottenne il titolo di città.
La famiglia distribuisce le diverse terre ai propri membri, che le governano e le abbelliscono. Ricordiamo i più importanti signori di Bozzolo. Vespasiano (1531-1591), benché risieda a Sabbioneta, di cui è duca, tuttavia riorganizza urbanisticamente Bozzolo, ne raddoppia la popolazione, portandola a quasi quattromila persone, e pone le premesse per la nascita di una seconda parrocchia; inoltre, munisce il castello, già ricostruito secondo moduli rinascimentali dal capostipite Giovan Francesco, di una possente cinta fortificata con baluardi a prova di cannone; il complesso verrà demolito nel 1812. Il suo successore Giulio Cesare, nel 1594, ottiene dall’imperatore Rodolfo II la trasformazione della consignoria in un feudo imperiale, per Bozzolo, che ne diventa la capitale, il titolo di città e per sé quello di principe. Gli succedono in ordine il nipote Scipione e i suoi figli Ferdinando e Giovan Francesco, entrambi senza discendenti. Il principato, nel 1703, è assegnato ai Gonzaga duchi di Mantova e, nel 1708, ai Gonzaga duchi di Guastalla; nel 1746, passa all’Impero che, nel 1771, ne cancella l’autonomia annettendolo alla Lombardia austriaca. Bozzolo, sotto l’imperatore Giuseppe II, per il biennio 1786-1788, è anche capoluogo di provincia, divenuta poi la provincia di Casalmaggiore con Bozzolo come secondo centro. La sua storia successiva coincide con quella della Lombardia; nel 1848, per pochi mesi, da aprile a luglio, è sede del Commissariato straordinario per i servizi amministrativi e finanziari riguardanti le terre mantovane liberate; nel 1859, entra a far parte del Regno d’Italia.
Fra XIX e XX secolo la città vive un periodo di prosperità economica e è punto di riferimento di tutto il circondario per i servizi e gli uffici amministrativi e giudiziari che vi hanno sede (Ospedale, Catasto, Pretura, Tribunale civile e penale, magazzini e negozi).
Già alla fine del XVI secolo la popolazione del paese eccedeva largamente il ridotto territorio agricolo disponibile e aveva bisogno di occupazioni manifatturiere: ricordiamo la filanda della seta, già attiva nel Settecento, la fabbricazione di stoviglie, durata fino a tutto l’Ottocento, la produzione di carrozze leggere e veloci, che dalla prima metà dell’Ottocento giunge con notevole fortuna fino al secondo dopoguerra (le famose “Baracchine” di Bozzolo), il calzificio e l’industria meccanica dei primi decenni del Novecento, infine l’industria lattiero-casearia del secondo dopoguerra. Per questi motivi la crisi dell’agricoltura degli ultimi anni non ha modificato la consistenza demografica del paese, mantenutasi per quattro secoli e fino a oggi sui quattromila abitanti.
Un episodio importante del secolo scorso è rappresentato dall’unione delle due parrocchie della Santissima Trinità e di San Pietro nell’unica parrocchia di San Pietro Apostolo, attuata nel 1932, quando don Primo Mazzolari, un sacerdote che appartiene alla storia religiosa, culturale e politica del suo tempo, viene nominato arciprete e parroco di Bozzolo, incarico mantenuto fino alla morte, avvenuta nel 1959. Nel periodo dell'occupazione tedesca e della Repubblica Sociale Italiana (1943-45) don Mazzolari insieme al podestà, Giovanni Rosa, e al maresciallo dei Carabinieri Antonio Sartori, si distinsero per l'assistenza fornita a ebrei e ricercati politici, in particolare la famiglia di ebrei tedeschi Tӓnzer che grazie al loro aiuto saranno protetti fino alla loro fuga in Svizzera.
L'11 novembre 2016 il presidente della Repubblica Sergio Mattarella si è recato in visita a Bozzolo sulla tomba di don Primo Mazzolari.
Il 20 giugno 2017 papa Francesco si è recato in visita a Bozzolo per ricordare la figura di don Primo Mazzolari.

## Monumenti e luoghi d'interesse

### Architetture religiose

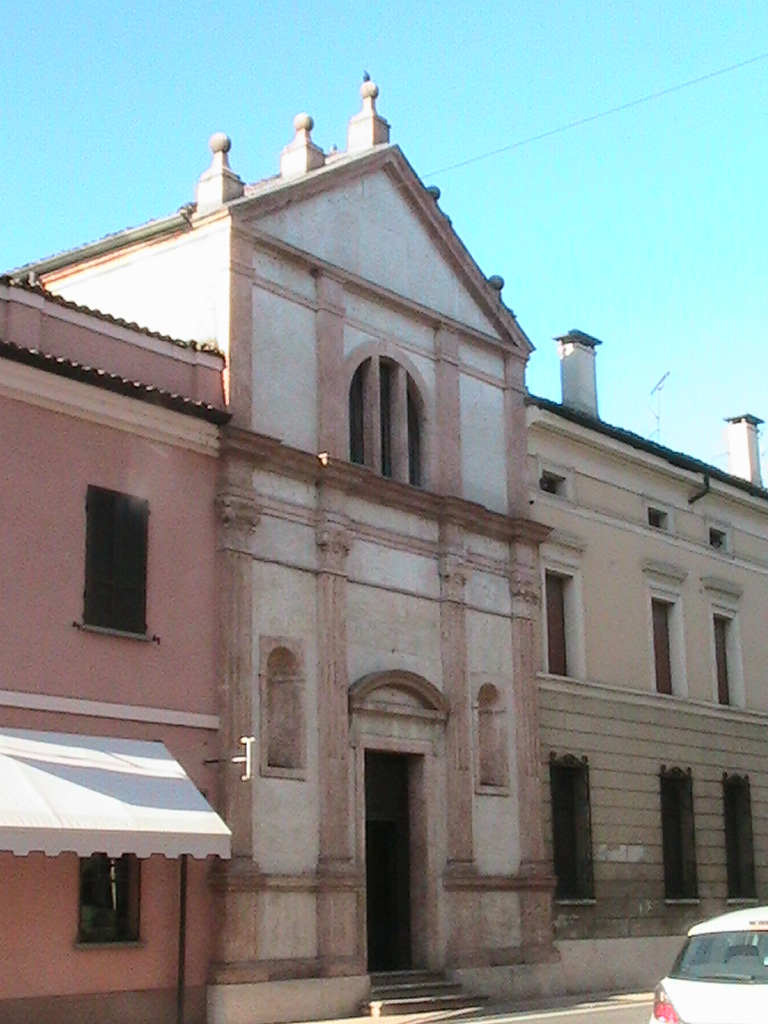
Chiesa di San Francesco.

- Abbazia della Gironda -  Sulla statale per Cremona sorge questo piccolo oratorio, restaurato nel 1938, sacello dell'antico monastero benedettino, attestato dal 1101 e attivo fino al XIV secolo, i cui beni vennero successivamente assegnati in commenda ad alti prelati, molti dei quali della famiglia Gonzaga. All'interno una pregevole ancona seicentesca di legno scolpito e una statua della Beata Vergine in terracotta policroma della prima metà del XV secolo, opera di Elia della Marra, buon artigiano locale. L'oratorio fa parte dell'Azienda "Abbazia della Gironda".
- Cappella dell'Ospedale. Decorata da Umberto Barbiani, ospitò più volte, in raccolta preghiera, l'arcivescovo di Milano, futuro papa Paolo VI poco prima della sua ascesa al soglio di Pietro.
- Chiesa arcipretale di S. Pietro Apostolo. È l’antica chiesa degli Agostiniani, presenti in Bozzolo fin dal 1518, eretta negli anni Sessanta e Settanta del XVI secolo. Il suo bel campanile è del 1606. Con la soppressione dell’ordine religioso alla fine del diciottesimo secolo, chiesa e convento passano al Demanio, che li cede alla parrocchia di San Pietro in cambio dell’antica chiesa parrocchiale romanica con gli edifici annessi sita nell’attuale via Garibaldi. Il demanio, effettuato il cambio, con atto del notaio Antonio Pavesi di Cremona il 25 luglio 1804 vendette l’antico tempio ad Angelo Ripari di Tornata che lo demolì nel 1808. Nel 1804 avviene la traslocazione. L’interno, maestoso e solenne, a tre navate con cinque cappelle per lato, è stato interamente affrescato e riccamente decorato dal pittore veronese Gaetano Miolato tra il 1926 e il 1929. In fondo alla navata destra, sotto una potente crocefissione del pittore Borbone, c’è la tomba di don Primo Mazzolari, parroco di Bozzolo dal 1932 fino alla morte nel 1959, e realizzata nel 1969 da un bozzetto dello scultore Giacomo Manzù.
- Chiesa dei Disciplini.  Oratorio della Beata Vergine Maria della Misericordia, detta della Disciplina. Edificio di origine cinquecentesca, voluto dalla locale Confraternita dei Disciplini. La chiesetta internamente ha subito una radicale ristrutturazione e ridecorazione nel 1756. Il presbiterio ha una copertura a botte, con quattro vele, decorate con affreschi riconducibili alla tecnica del primo Settecento veneto. A sinistra, abbiamo la cappella dedicata a San Gaetano da Thiene; alla base, il Santo Sepolcro. A destra, la cappella ornata da una bella pala, in cui San Francesco da Paola, fondatore dell’ordine dei Minimi si incontra con Ferdinando I, re di Napoli attribuita a Francesco Maria Raineri, detto "lo Schivenoglia".
- Chiesa della S.S. Trinità.  Promossa sul finire del XVI secolo dalla Confraternita della Misericordia, che prende per l'occasione il nome di Confraternita della Santissima Trinità (1576), la chiesa sorge nel quartiere d'espansione voluto da Vespasiano Gonzaga. Viene costruita nel 1617 e ampliata nel 1640 a spese del sagrato antistante e nel 1700 arricchita di altari e opere d’arte. La nuova chiesa, nelle forme attuali, viene consacrata nel 1737. Essa conserva pregevoli opere: nel presbiterio, la grande pala cinquecentesca della Trinità, che incorona di Bozzolo, con un panorama del paese nella parte inferiore, opera di autore cremonese;  del veronese G. Carpioni; l’estasi di San Francesco di G. Anselmi, infine di Giambattista Natali, di fine Seicento. Una ‘Madonna col Bambino’, tavola del Francia, di proprietà della chiesa, è conservata altrove. Ricchi intarsi marmorei rendono magnifico l’altare maggiore.
- Chiesa di San Francesco.  Eretta fra il 1604 e il 1606 da Giulio Cesare Gonzaga, primo principe di Bozzolo, con l'intento di farne la cappella palatina e il proprio mausoleo. È opera dell’architetto Zilio de’ Zilii di Sant’Ambrogio in Valpolicella. La facciata è scandita da elementi architettonici classicheggianti distribuiti in due ordini sovrapposti, da una grande finestra termale e da un alto classico timpano triangolare, sormontato da cinque obelischi. È senza abside; la parete di fondo sfoggia preziosi marmi neri e inquadra il sepolcro simbolico del principe, sovrastato da una pala che rappresenta il Crocifisso con San Francesco e Giulio Cesare. La tela, del pittore romano Gaspare Celio, è databile intorno al 1605. Gli affreschi del soffitto sono del bolognese Andrea Seghizzi che li eseguì nel 1666, mentre gli affreschi alle pareti, per i soggetti laici proposti, sono riconducibili al 1798, quando l’oratorio, chiuso al culto, diventa sede di un circolo costituzionale.
- Antica chiesa arcipretale era dedicata a san Pietro, già prima del 1145, sorgeva al centro del quartiere più antico di Bozzolo, corrispondente grosso modo all’attuale Siberia, in prossimità della curva di via Garibaldi. Probabilmente era un edificio in stile romano-gotico, affiancato da una poderosa torre campanaria. In questa chiesa avvenne il 1º gennaio 1462, l’incontro fra il marchese Ludovico Gonzaga e i figli Federico e Francesco, ricordato in una cronaca del tempo che ha consentito agli studiosi di interpretare una scena dei dipinti mantegneschi della Camera degli Sposi, sita al piano nobile del torrione nord-orientale del Castello di San Giorgio, a Mantova. Il 19 gennaio 1770 Wolfgang Amadeus Mozart e il padre Leopold, in viaggio per Milano, arrivarono a Bozzolo in serata. Il “Notiziario” del 26 gennaio 1770 riporta … "che il detto celebre giovanetto pel corso di quasi due ore vi abbia dato saggio del suo portentoso talento, suonando all’improvviso sul clavicembalo varie suonate di valenti Autori". La chiesa fu demolita nel 1808.
- Sinagoga -  L’edificio ove sorgeva la Sinagoga di Bozzolo, sito nell’attuale via Bonoldi al nº 10 ma all’epoca (diciassettesimo secolo) di proprietà della famiglia Cantoni, posta nel nuovo quartiere progettato da Vespasiano Gonzaga e realizzato prima dal principe Giulio Cesare e poi da Scipione Gonzaga, è ora adibita ad abitazione. L'Arca Sacra è sta trasferita a Revacha in Israele dopo la seconda guerra mondiale.

### Architetture civili
- Ex Caserma Bianca. Già sede del Catasto e dell'agenzia delle Entrate, futura sede museale.

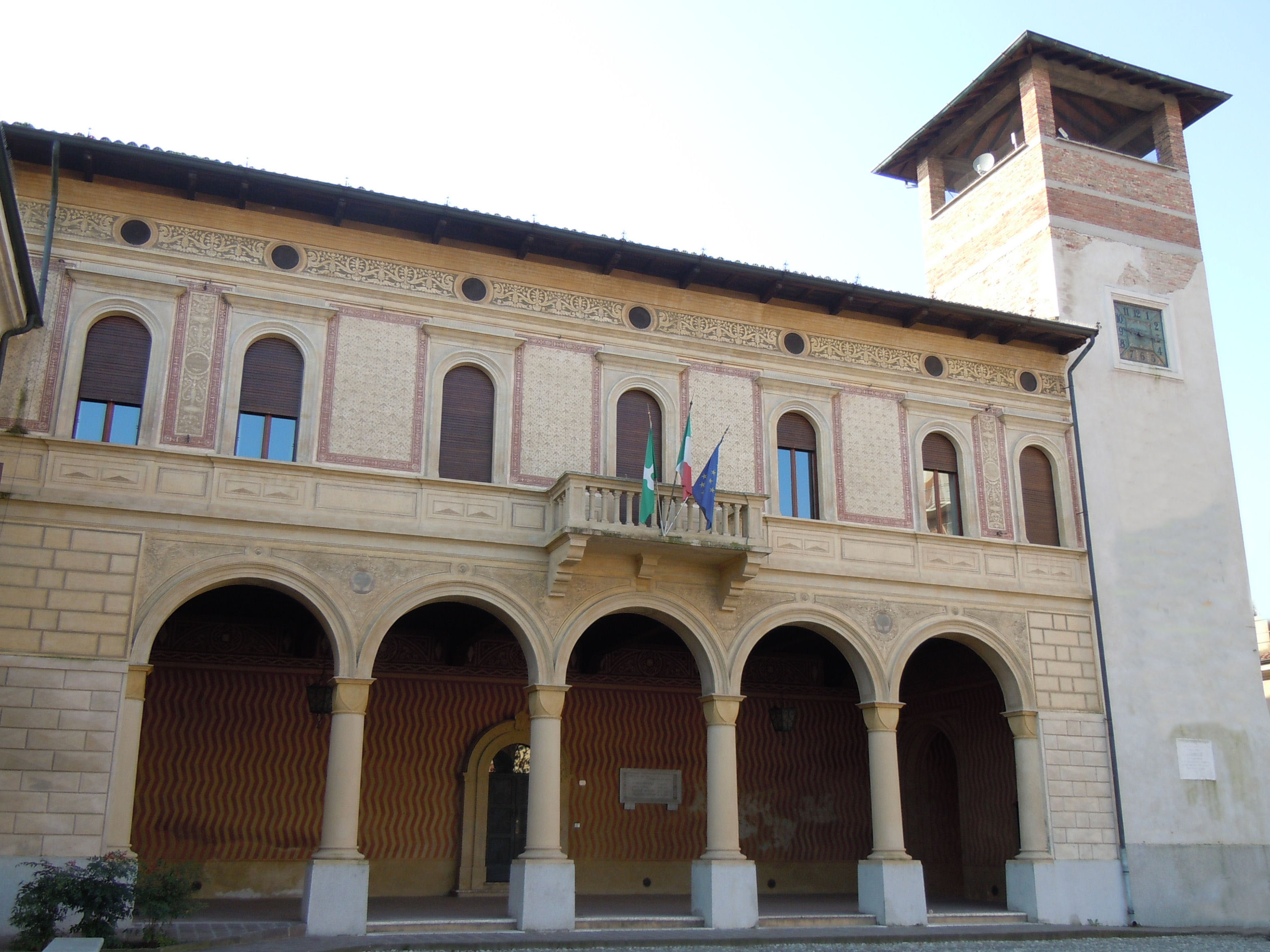
Palazzo municipale

- Palazzo Municipale. Costruito attorno alla metà del XVI secolo (in alcune stanze esistono ancora frammenti degli antichi affreschi) è stato restaurato e innalzato tra il 1926 e il 1929 dando alla sua nobile facciata e al suo alto porticato un tono rinascimentale. La facciata è stata riaffrescata nel 2008. L’attigua torre civica, terminata nel 1608, nel 1690 fu abbassata di circa otto metri, perdendo la sommità che minacciava di rovinare; per lo stesso motivo nel 1696 venne rimossa anche la balaustrata di marmo che ornava i finestroni maggiori. Restaurata nel Settecento, la torre fu dimezzata nel 1959 perché pericolante, togliendo ai bozzolesi uno dei simboli più amati della propria identità. Si accede dalla storica loggia dove sono presenti le testimonianze del Risorgimento e della Resistenza bozzolese.
- Palazzo Casalini. Già palazzo dei marchesi Gaddi sede del governo provvisorio della Lombardia nel 1848.
- Palazzo del Monte di Pietà. Fondato per decreto di Vespasiano Gonzaga il 13 luglio 1568, utilizza vari lasciti: quello di Ercole Piatesi segretario del principe Scipione Gonzaga (15 maggio 1631) permette di erigere il bell'edificio destinato a ospitarlo. Attuale sede della Biblioteca e dell'Archivio Storico Comunale si presenta con gli originali soffitti a cassettone e le testimonianze marmoree del Pio istituto.
- Palazzo Piccioni. Dimora dei conti Piccioni che ospitò due volte l'imperatore d'Austria Giuseppe II d'Asburgo e successivamente re Carlo Alberto di Piemonte con il figlio Vittorio Emanuele II. Dal balcone del palazzo re Carlo Alberto arringò, il 28 luglio 1848, con il suo proclama all'Italia, i popoli oppressi dal tiranno straniero. Qui, per tre mesi, fu ospitato, salvato e curato Alessandro della Marmora, gravemente ferito nella battaglia di Goito. Tra gli ospiti illustri si annovera anche il generale Giuseppe Garibaldi.
- Palazzo del Tribunale. Costruito tra il 1584 e il 1592 da Vespasiano Gonzaga con l’intento di farne un ospedale per i poveri; l'edificio non verrà mai usato a questo scopo. Dopo il 1630 diventa proprietà di don Camillo Gonzaga. È caserma sotto gli austriaci (caserma nera), ospitò dal 1859 al 1923 il Tribunale civile e penale con annessa Pretura, commissariato di P.S. ed Archivio Notarile. Sede di collegio elettorale nel quale, a livello nazionale, veniva eletto un senatore. Anche Camillo Benso, conte di Cavour, Giovanni Chiassi e altri furono eletti in questo collegio.
- Palazzo degli Arcipreti. Sono conservati, oltre agli archivi delle parrocchie di Bozzolo: anche lo studio di don Primo Mazzolari e tutti i ritratti degli Arcipreti bozzolesi dal XVI secolo ad oggi.
- Teatro Sociale. Opera dell'architetto Vergani; qui, tra gli altri, debuttò e concluse la sua carriera mondiale il tenore Tito Schipa.
- Tezzoglio. Antica segheria e mulino, attracco e punto panoramico alla confluenza del Delmona con il fiume Oglio. Stazione della Greenway dell'Oglio - percorso ciclabile di 300 km Adamello-Torre d'Oglio.
- Cimitero ebraico - A Bozzolo già dall'inizio del sedicesimo secolo è documentata la presenza di un banco feneratizio gestito da ebrei, ma è dalla metà di quel secolo che prende corpo una folta comunità ebraica a causa dell’espulsione dai domini pontifici e poi, da parte di Filippo II re di Spagna, dal ducato di Milano delle comunità ebraiche ivi residenti. Nel 1611 Isabella Gonzaga di Novellara, moglie di Ferrante e madre di Scipione Gonzaga, concede alla comunità l’apertura di un cimitero all’interno del paese. Poi nel 1797, con la disposizione governativa che impose lo spostamento dei cimiteri fuori dai centri abitati, venne concessa l’apertura del nuovo cimitero, che venne usato fino al 1904. All'interno sono state collocate alcune lapidi provenienti dall'antico cimitero.  Nel 1999, grazie al generoso intervento del dott. Claudio Segré, discendente di una famiglia bozzolese, il cimitero fu restaurato e completato poi dalla ricostruzione della camera mortuaria.

### Architetture militari
- Antiche mura gonzaghesche.  Nella prima metà del XVII secolo, Giulio Cesare e Scipione cingono l’intero abitato di mura, munite di bastioni e lunette e interrotte da due porte, Porta Cremona e Porta Mantova detta ora porta san Martino. Le mura sono costruite alla moderna, provviste di un retrostante terrapieno, con mattoni provenienti dalle fornaci della zona e materiali ricavati dalla demolizione delle fortificazioni dei borghi del principato. La cerchia muraria, nella quale era stata aperta la breccia detta Barriera Cairoli a fine Settecento, dagli inizi del XX secolo comincia a essere sentita come inutile, dannosa, fonte di spese per la comunità, ostacolo all’espansione economica del borgo: via via si procede all’abbattimento di vari tratti verso sud e ovest fino al settimo decennio del secolo, quando, paradossalmente, nel 1972 circa, l’Istituto Italiano dei Castelli ne restaura un breve tratto presso Porta San Martino. Ora ne rimangono circa 800 metri.
- Porta San Martino - Porta Mantova - Edificata nel XVII secolo e ricostruita nel XIX secolo.

## Società

### Evoluzione demografica

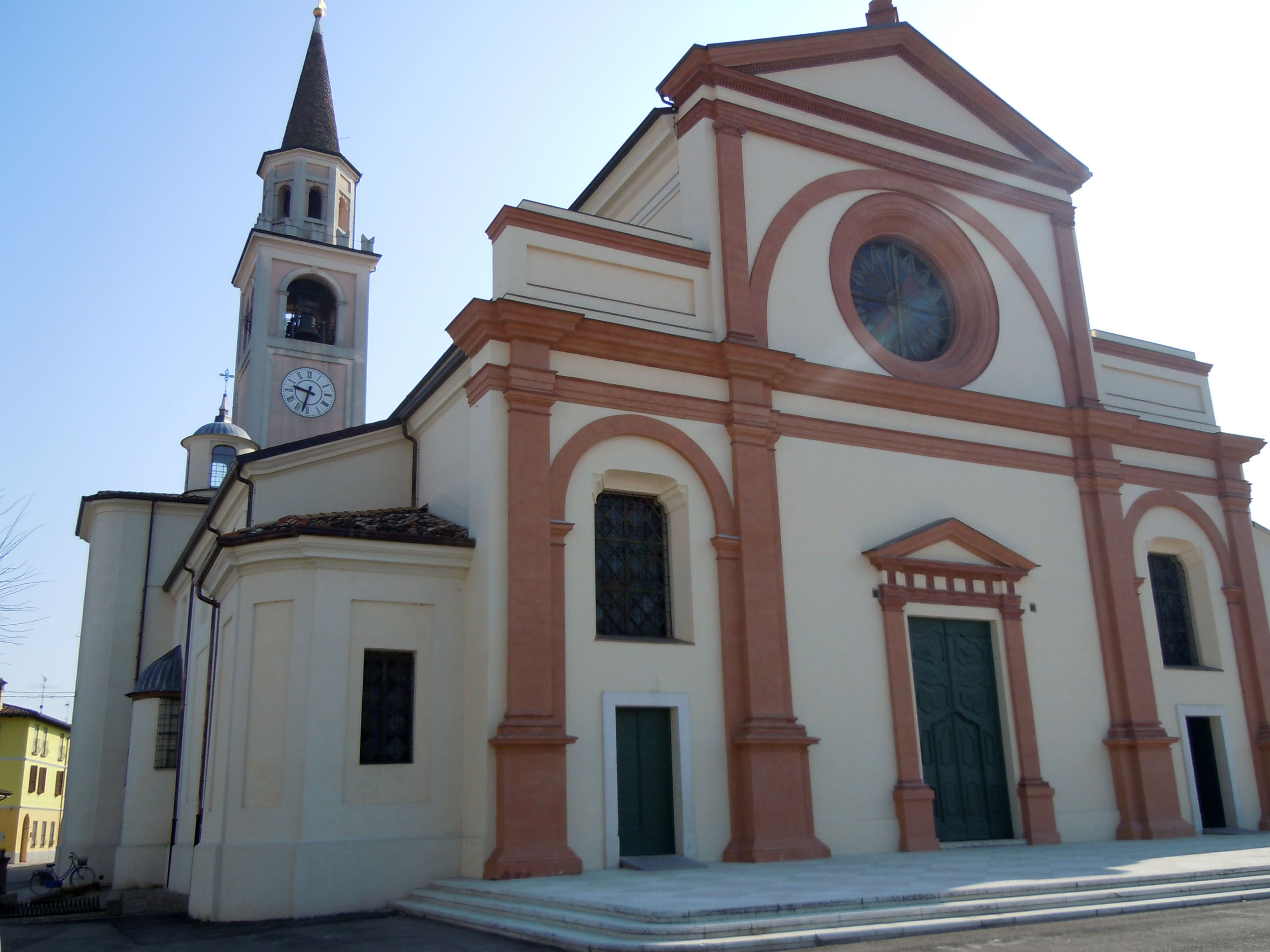
Chiesa S. Pietro

Abitanti censiti

## Cultura
Bozzolo è sede di una rassegna internazionale d'arte fondata nel 1954 da don Primo Mazzolari. Tale rassegna, curata da Aldo Carpi, viene interrotta con la morte di don Mazzolari dopo la sesta edizione del 1959. È ripresa, in formula biennale, dal 2003.

### Eventi
In ricordo dei sei pastifici operanti nella città sino alla metà degli anni del secolo scorso, nel mese di settembre, organizzata dalla Pro Loco, si tiene la  Sagra d'li Fujadi, una tre giorni per celebrare, uno storico prodotto dell'artigianato locale che consiste in una sorta di pappardella  condita con sughi tradizionali.

## Sport

### Ciclismo
Coppa Città di Bozzolo
La Coppa Città di Bozzolo prende il via nel 1954 in collaborazione con la società ciclistica "Learco Guerra" di Mantova. È una corsa in linea maschile di ciclismo su strada riservata alla categoria Under 23 che si disputa nel mese di settembre o ottobre; organizzata dal GS Avis Aido Bozzolo. La gara si svolge lungo le strade della città in un circuito da ripetere più volte. Nell'albo d'oro sono presenti giovani velocisti diventati in seguito professionisti come Andrea Guardini, Matteo Pelucchi e Paolo Simion.